# Khortarólimni
Khortarólimni (grec: Χορταρόλιμνη, 'llac de les males herbes') és una llacuna situada a l'est de l'illa de Lemnos (Grècia). A prop de la llacuna hi ha les viles de Kalíopi (al nord), Russopuli (al sud-oest) i Romanó (a l'oest). Té una superfície de 2,30 km². La llacuna queda seca durant l'estiu.
Antigament rebé el nom de Llac de Milos (Λίμνη του Μύλου) i Llac de la Come (Λίμνη της Κώμης). Juntament amb les llacunes d'Alikí i Asprólimni (més petit), el Khortarólimni forma un gran ecosistema on passen l'hivern molts d'ocells migradors.
Estan inclosos en la xarxa Natura 2000.
L' any 2001 es va fundar el "Centre d'Informació Ambiental de Kalliopi", ubicat a l'edifici de l'antiga escola primària del poble, amb l'objectiu de protegir i promoure la riquesa natural de la zona.